# Dendrobium bensoniae
Dendrobium bensoniae är en orkidéart som beskrevs av Heinrich Gustav Reichenbach. Dendrobium bensoniae ingår i släktet Dendrobium, och familjen orkidéer. Inga underarter finns listade i Catalogue of Life.